# Archiacia
Archiacia is een geslacht van uitgestorven zee-egels uit de familie Archiaciidae. Vertegenwoordigers van dit geslacht zijn slechts als fossiel bekend.

## Soorten
- Archiacia lorioli Checchia-Rispoli, 1921 †